# 北野畑站
北野畑站（日语：／ Kitanobata eki */?）是位於岐阜縣揖斐郡大野町稻富，名古屋鐵道谷汲線的鐵道車站（廢站）。車站位於大野町東北方。

## 歷史
在當初建設此路線的方案中是預定在稻富站（暫名，後來名為更地站）至赤石站之間建設2條隧道連接兩地。後來由於資金問題而改變走線，新走線中當初沒有考慮建設中途站。在1925年12月15日的「鐵道工事設計變更認可申請書」中，追加了建設「北野站」。在申請書中指出是為了方便根尾川對面岸的山口村落乘客使用加設該站。另外由於該站位於上述提及稻富站與赤石站的中間，因此也較合適加設列車交會設備。
後來，站名被改為北野畑站。在1926年谷汲鐵道開業時，車站同時啟用。當初已經設有列車交會設備，在40分鐘一班的時候，便會有列車在此站交會。因此，即使在1970年代，一日平均上下車人次只有約100人，在線內為其中一座較少乘客使用的車站，此站仍然為急行停車站。
在1936年（昭和11年），車站西邊的岐阜水泥開始作業。隨著工場用地擴張，新設了專用貨物側線。岐阜水泥的水泥貨運業務是谷汲鐵道一個重要的貨運收入來源。在1939年（昭和14年），岐阜水泥被南滿州鐵道旗下的滿州輕金屬工業收購合併，使工廠遷移至滿州國。使此站的水泥貨運業務在2年後結束了。當地的石灰開採與製造業務由助六石灰工業承繼，但是該公司在北野畑站的貨運起卸量十分少。
谷汲線在2001年全線廢除，此站也被廢除。
- 1926年（大正15年）4月6日 - 谷汲鐵道黑野站至谷汲站之間開通，此站啟用[13][14]。
- 1937年（昭和12年）1月 - 申請於車站周邊建設新走線和岐阜水泥專用側線[8]。
- 1938年（昭和13年）2月9日 - 車站遷移與新設側線得到許可[8]。同年開始運送水泥[10]。
- 1939年（昭和14年）12月 - 岐阜水泥被滿州輕金屬工業收購，該月不再運送水泥。自從助六石灰工業運送石灰，但是運送量較少く[10]。
- 1940年（昭和15年）9月16日 - 岐阜水泥專用側線廢除[15]。
- 1944年（昭和19年）3月1日 - 谷汲鐵道被名古屋鐵道收購合併，成為名古屋鐵道谷汲線的車站[14]。
- 1950年（昭和25年）4月1日 - 為了配合華嚴寺（日语：華厳寺）嚴寺十一面觀世音菩薩御開帳（直至5月20日）而加開了臨時列車班次，因此在北野畑站設置臨時變電站[16]。
- 1985年（昭和60年）10月1日 - 成為無人車站[17]。
- 2001年（平成13年）10月1日 - 車站正式廢除[18]。

## 車站構造
截至車站廢除前，此站是地面車站，設有1面2線的島式月台。谷汲線的列車基本上會在此站進行列車交會。但是，在晩年由於列車班次減少，通常此站沒有列車進行交會。在旅遊旺季的假日與毎月18日谷汲山命日當天，才會設有列車交會的情況。另外，曾經於車站西邊設有貨物側線。
通常此站為無人車站。在列車交會由於需要取得或交還路票，因此當時會設有臨時職員當值。而站房一直存在至廢站的一刻。

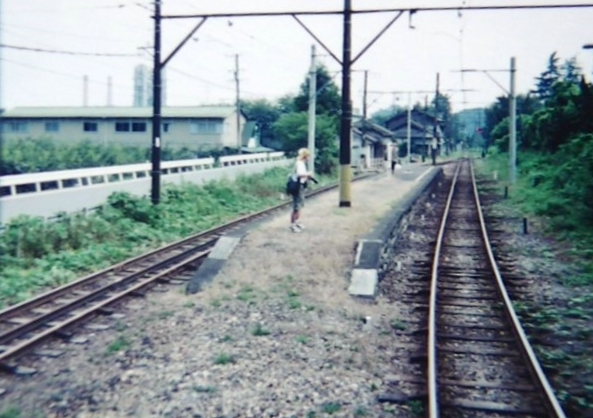
廢站前的月台（2001年。從車窗望向車站）
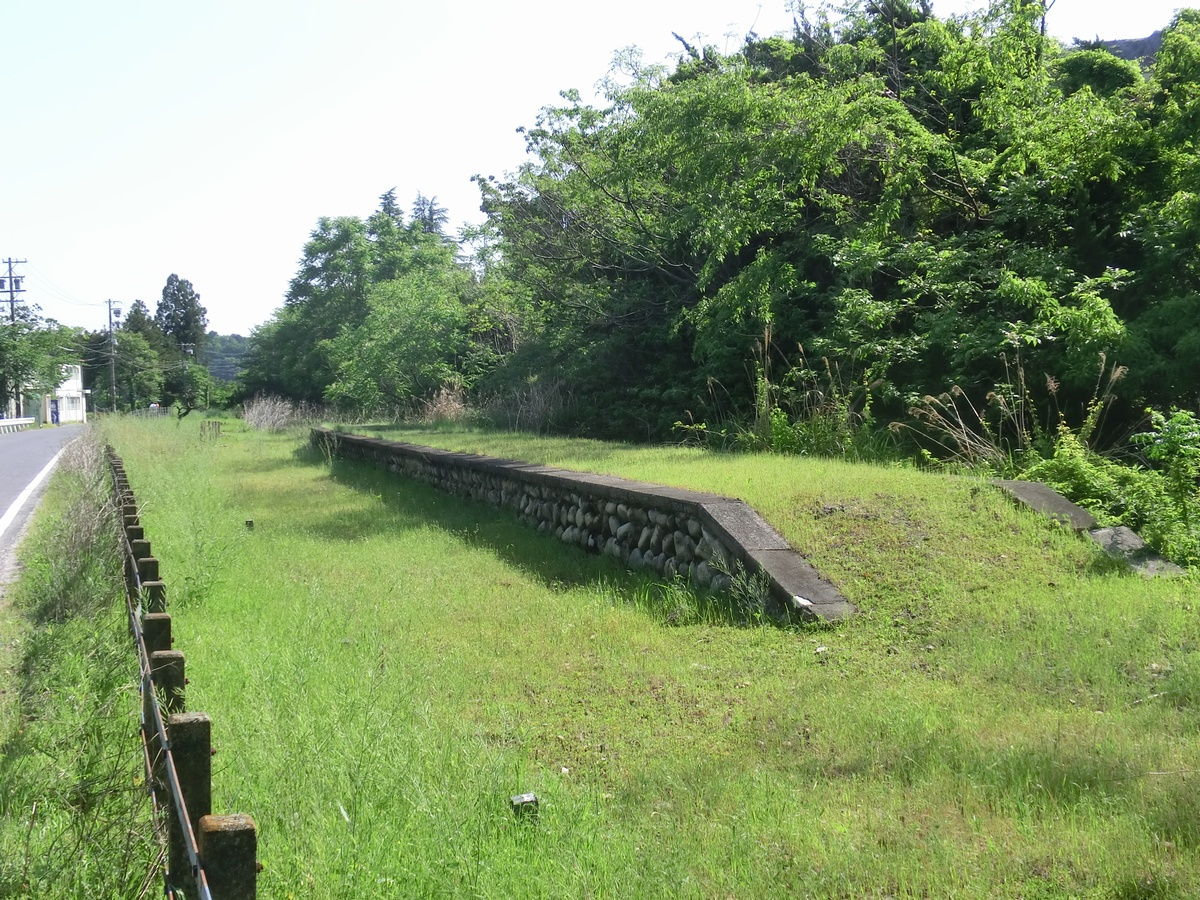
車站遺址（2018年5月）

### 配線圖
| ← 谷汲方向      | 北野畑站 站內配線略圖 | → 黑野方向 |
| 图例 参考文献： |                       |            |

## 使用狀況
- 在中提及在1992年度，當時1日平均上下車人次為10人，為除岐阜市內線均一車費區間內各站（岐阜市內線、田神線、美濃町線徹明町站至琴塚站之間）外名鐵所有車站（342站）中排名第342，揖斐線、谷汲線之間（24站）排名第24[1]。

## 車站周邊
車站附近較少民居。
- 白山稻荷神社
- 岐阜縣道255號根尾谷汲大野線（日语：岐阜県道255号根尾谷汲大野線）
- 住友大阪水泥岐阜工場

## 相鄰車站
名古屋鐵道
谷汲線
更地－北野畑－赤石
- 在1969年（昭和44年）前，此站與北野畑站之間曾設有八王子坂站。

## 注腳